# Quix
Quix war ein von 1995 bis 2000 betriebener Pagerdienst in Deutschland.

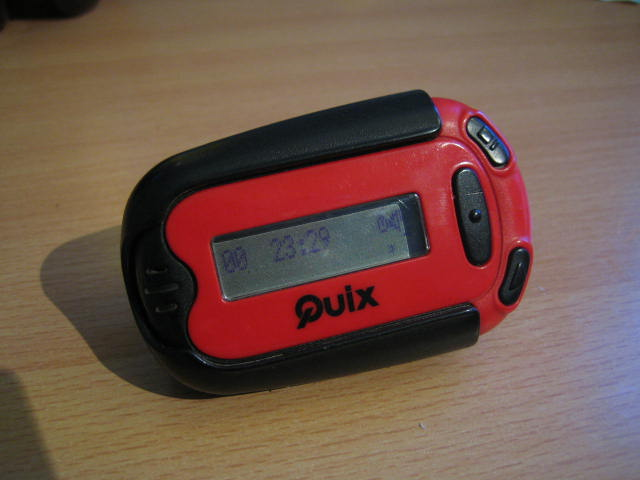
Quix News 5 Pager

## Geschichte
1995 startete der Dienst, betrieben von MINIRUF GmbH aus Hannover. Gründungsgesellschafter waren Vebacom (45 Prozent), RWE Telliance (40 Prozent, später zu o.tel.o verschmolzen), sowie Tele Danmark (20 Prozent). 1998 stand der Dienst kurz vor dem Aus, die Einstellung des Dienstes war für das Jahresende geplant.
Es fand sich dann jedoch ein Käufer, die Hörmann GmbH, ein Spezialanbieter von Pagingdiensten im Rettungsdienst. Die MINIRUF GmbH wurde unter Beibehaltung ihres Namens übernommen. Hörmann war damals am Konkurrenten TeLMI/DFR beteiligt und wollte die Aktivitäten von TeLMI, Quix und T-Mobil/Qbic in einer Gesellschaft zusammenzufassen. Diese Pläne scheiterten jedoch an dem Nein der Gesellschafter und der Aufsichtsbehörde.
Quix wurde durch die zunehmende Verbreitung des Mobiltelefons gegen Ende der 1990er Jahre unattraktiv. Die Mobiltelefonie brachte einen zuverlässigen Kurznachrichtendienst (SMS) mit sich, während bei Quix stets das Risiko des Nachrichtenverlustes bestand, wenn sich der Pager bei der Ausstrahlung der Nachricht in einem Funkloch befand oder ausgeschaltet war, beispielsweise bei leerem Akku. Dieser systematische Nachteil wurde durch die vergleichsweise hohen Quix-Gebühren für Anschluss und Nachrichtenversand verstärkt (1996: Grundgebühren zwischen 19,90 DM und 39,90 DM). Im Juli 2000 wurde dann allen Teilnehmern die endgültige Einstellung des Dienstes zum Jahresende postalisch mitgeteilt. Mitte Dezember 2000 erhielten die Nutzer eine Textnachricht, dass der Service eingestellt und der Quix Pager binnen 14 Tagen keine Nachrichten mehr empfangen wird.
Es verblieben zwei Konkurrenten auf dem Markt, Deutsche Funkruf GmbH und eMessage. Die Deutsche Funkruf GmbH stellte jedoch ihren Dienst TeLMI am 3. Januar 2002 nach Insolvenz ebenfalls ein. Nur eMessage verblieb mit ihren Diensten Scall, Skyper und Cityruf am Markt.

## Technische Details
Das Netz wurde in fünf verschiedene „Quix-Regionen“ eingeteilt, in welchen die Nachrichten jeweils ausgesendet wurden. Zur Auswahl standen die Zonen 2, 3, 4/5, 6/7, 8/9, wobei die Zonen jeweils der zweiten Stelle der Vorwahl entsprachen, z. B. lag Donauwörth (0906) in der Zone 8/9. Bundesweiter Empfang konnte gegen Gebühr (April 1997: 9,90 DM/Monat) gebucht werden.
Mit den Empfängern Quix News 1 bis News 4 konnte kostenlos der Info-Dienst dpa-News empfangen werden. Quix News 5 empfing zusätzlich Sport-Info; Quix Ultra zusätzlich Sport-Info, Börseninfos und Wettervorhersagen. Das BRAVO Quix, das vorrangig für Jugendliche gedacht war, konnte die sogenannten BRAVO-News empfangen, z. B. Neuigkeiten über CDs usw.
Erreichbar war Quix unter der Vorwahl 0165. Die anschließende Ziffer entschied über den gewünschten Service.
| 0165-1-Quix-Nummer-1 | Tonruf 1                                                            |
| 0165-1-Quix-Nummer-2 | Tonruf 2                                                            |
| 0165-3-Quix-Nummer   | Textnachrichten (vergünstigt, wenn das „Partner-Paket“ gebucht war) |
| 0165-4-Quix-Nummer   | Zahlennachrichten/Sprachbotschaften                                 |
| 0165-6-Quix-Nummer   | Textnachrichten (bis zu 120 Zeichen über einen Telefon-Operator)    |

Unter der 0165-5-Quix-Nummer war das Quix-Service-Menü erreichbar, unter der man die Sprachbotschaften abhören sowie die Quix-Region ändern konnte.
Nachrichten konnten auch per Fax, Modem, T-Online (BTX) und testweise Internet übermittelt werden. Bezahlen musste jedoch immer der Sender der Nachricht. Die Software zur Übermittlung wurde von Fetsch Informatik GmbH aus Eberbach/Neckar Mitte der 1990er entwickelt.
Es wurde das Protokoll der POCSAG benutzt und auf 448,475 MHz gesendet.